# 致命切割
《致命切割》是一部2009年10月22日上映的R级犯罪惊悚恐怖泰国电影。讲述两个男孩之间纯真的羁绊，然而他们之间的感情将走上一条不归之路的凄惨故事。官方将该片分级为18+。

## 剧情概述
一个身披红衣的屠夫突然出现在了泰国国内，他的行为极其怪异，全身披着血红色的雨衣，身拎一个红色的旅行箱，没人知道他的真面目以及他的真实目的，他时常行踪诡异，手段相当残忍，专门袭击强奸未成年男孩的成年男性，将其折磨得痛不欲生，还被遭到阉割。就连政府官员的公子哥也被残忍杀害，因此红衣屠夫在全国上下引起巨大恐慌，警方人员也对此毫无头绪、束手无策。
阿泰是一名入狱10年的杀人重刑犯，他发现在关于红衣屠夫的种种案件中，与他童年时的一个好伙伴有着类似的手段，警方便采取措施，让阿泰根据红衣屠夫的线索，打开事件的突破口与真相。为了能够使自己能够被释放，阿泰保证自己绝对能够抓到真凶，警方也承诺事情解决后能够释放阿泰还其自由。阿泰根据红衣屠夫留下的线索，并寻得一些蛛丝马迹，再次从中，唤起了自己儿时的回忆。在阿泰小时候认识了一个孤独的少年，那个少年叫小纳，他愿意不惜一切为阿泰做任何事，大家都欺负他，阿泰总屡次为他解围；之后由于阿泰的迷惑而抛弃了困境中的小纳……
阿泰将种种线索与回忆还原了整个案件的真相，令阿泰意想不到的是这一切是一场令人费解而有具有危险性的猫鼠游戏……。红衣屠夫就是阿泰儿时的玩伴小纳，而现在的小纳就是阿泰现在的女友小小，小纳因为无法忘记阿泰而变性作了阿泰的女友，而这一切阿泰并不知情。小纳为了让阿泰理解事情的真相而现身在阿泰面前，并道出整个事件的原由，还要求阿泰杀了自己，为了不让警方抓捕，阿泰忍痛含泪实现了小纳最终的愿望。

## 演员阵容
| 演员                | 扮演角色 | 简介       |
| ------------------- | -------- | ---------- |
| Jessica Pasaphan    | 小纳     | 扮演成年后 |
| 亚瑞克·阿莫苏帕西瑞 | 阿泰     | 扮演成年后 |

## 获奖情况
- 第七届Star Pics电影奖 - 最佳影片奖
- 第七届Star Pics电影奖 - 最佳导演奖

## 外部連結
- （英文）互联网电影数据库（IMDb）上《致命切割》的资料（英文）